# 다니구치 겐조
다니구치 겐조(일본어: 谷口 堅三, 1988년 9월 15일 ~ )는 일본의 축구 선수이다.

## 구단 경력
그는 2007년부터 2019년까지 J리그의 사간 도스, 그루자 모리오카, 후지에다 MYFC에서 활동하였다.